# Kașîrivka, Kazanka
Kașîrivka (în ucraineană Каширівка) este localitatea de reședință a comunei Kașîrivka din raionul Kazanka, regiunea Mîkolaiiv, Ucraina.

## Demografie
Componența lingvistică a localității Kașîrivka
     Ucraineană (99,76%)
     Alte limbi (0,24%)
Conform recensământului din 2001, majoritatea populației localității Kașîrivka era vorbitoare de ucraineană (99,76%), existând în minoritate și vorbitori de alte limbi.